# Tinodes asangha
Tinodes asangha är en nattsländeart som beskrevs av Schmid 1961. Tinodes asangha ingår i släktet Tinodes och familjen tunnelnattsländor. Inga underarter finns listade i Catalogue of Life.